# Cecidochares caliginosa
Cecidochares caliginosa är en tvåvingeart som först beskrevs av Foote 1960.  Cecidochares caliginosa ingår i släktet Cecidochares och familjen borrflugor. Inga underarter finns listade.